# Michel Lafis
Michel Peter Lafis (Stoccolma, 19 settembre 1967) è un ex ciclista su strada svedese. Medaglia di bronzo nella cronometro a squadre 100 km ai Giochi olimpici 1988 a Seul, fu professionista dal 1993 al 2000 vincendo il titolo nazionale in linea nel 1997.

## Palmarès
- 1992 (Dilettanti)

1ª tappa Niederösterreich Rundfahrt (Schwechat > Schwechat)
Classifica generale Niederösterreich Rundfahrt
4ª tappa Giro di Svezia (Mora > Falun)
- 1994 (Amore & Vita-Galatron)

1ª tappa Giro di Svezia (Göteborg > Göteborg)
- 1995 (Amore & Vita-Galatron)

1ª tappa Giro di Svezia (Falun > Sälen)
4ª tappa Grand Prix Tell
- 1997 (Team Deutsche Telekom)

Campionati svedesi, Prova in linea

## Piazzamenti

### Grandi Giri
- Giro d'Italia

1995: 23º
1998: ritirato (10ª tappa)
1999: 91º
2000: 70º
- Tour de France

2000: 78º
- Vuelta a España

1994: 93º
1996: ritirato (10ª tappa)
1998: 70º
1999: 21º

### Competizioni mondiali
- Campionati del mondo

Agrigento 1994 - In linea Elite: 33º
Lugano 1996 - In linea Elite: 47º
San Sebastián 1997 - In linea Elite: 61º
- Giochi olimpici

Seul 1988 - Cronometro a squadre: 3º
Seul 1988 - In linea: 43º
Barcellona 1992 - In linea: 12º
Atlanta 1996 - In linea: 34º
Sydney 2000 - In linea: ritirato